# پارک ورزشی آلبرت (سووآ)
پارک ورزشی آلبرت (به لاتین: Albert Park) یک منطقهٔ مسکونی در فیجی است که در سووا واقع شده‌است.